# مستحلب التصوير الضوئي

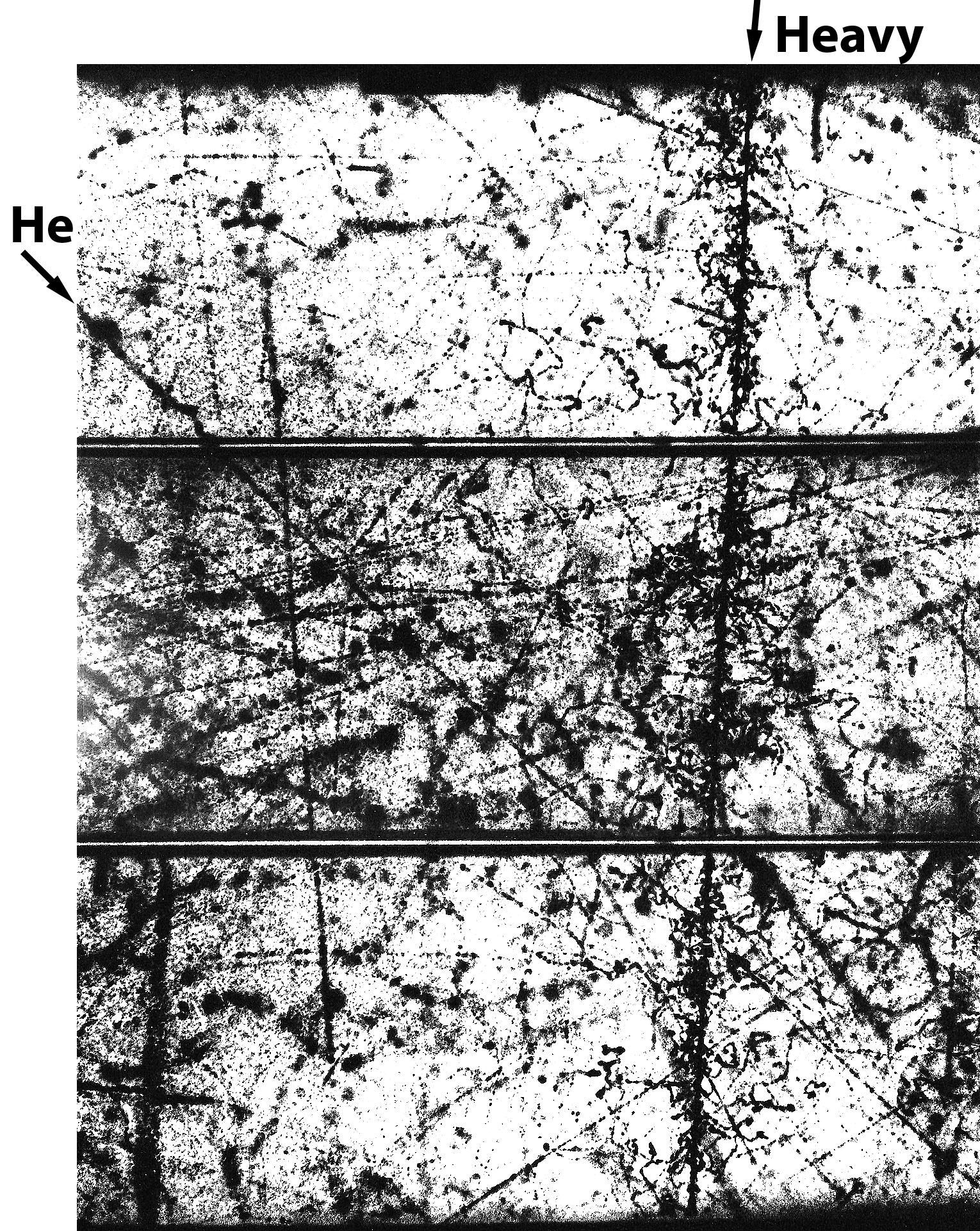
صورة غرفة سحب تظهر نواة ذرية ثقيلة لأشعة كونية، تم التقاطها خلال رحلة بالون في 1 يوليو 1960

مستحلب التصوير الضوئي  هو مستعلق غرواني حساس للضوء يستخدم في إنتاج الشرائط (الأفلام) المستخدمة في التصوير الضوئي. 
عادةً ما يتكون هذا المستحلب من بلورات هاليد الفضة مبعثرة في وسط من الجيلاتين أو الصمغ العربي. ولتصنيعه يمزج محلول من نترات الفضة مع محلول دافئ من الجيلاتين حاوٍ على هاليد فلز قلوي، مثل بروميد البوتاسيوم، مما يؤدي إلى ترسب بلورات هاليد الفضة وتبعثرها في الوسط الهلامي.